# García de Lerma
García de Lerma Polanco (c. 1470, Burgos- 1535, Santa Marta, Provincia de Santa Marta) cuarto gobernador de Santa Marta, fue un comerciante y banquero castellano, miembro de una de las más prestigiosas dinastías mercantiles de Burgos. Es considerado un empresario y capitalista pionero en la región del Caribe y de América.
De Lerma fue consejero de negocios y representante de Diego Colón y fue el cuarto gobernador de la Provincia de Santa Marta tras los gobiernos de Rodrigo de Bastidas, Rodrigo Álvarez Palomino y Pedro  de Vadillo. En 1528 fue quien, en nombre de Carlos V, negoció con la familia Welser la colonización de Venezuela

## Historiografía
En 1489  García de Lerma, figura como mercader y vecino de Burgos y con el consiguiente prestigio personal que le daba su apellido y su fortuna fue nombrado un año más tarde escribano público por los Reyes Católicos en la misma ciudad.

### 1.º viaje a Sudamérica
Llegó por primera vez a las Indias como paje de Diego Colón y permaneció con el en Santo Domingo, donde además desarrolló importantes actividades mineras en la Villa Buenaventura (hoy mina de Pueblo Viejo, Cotuí) e incluso obtuvo encomiendas de indios, prueba de su hidalguía y del respeto que se le tenía en la isla.

### Vuelta a España
En 1515 volvió a acompañar al segundo almirante a Castilla, para pasar como su agente a Flandes, en 1516. En la corte flamenca coincidió con la gente del grupo de Fonseca, cuya relación le servirá de mucho en su futuro político; así como también debió entablar amistad con los propios flamencos, cercanos al príncipe Carlos (futuro rey Carlos I y emperador Carlos V), dado que los mercaderes burgaleses y, en concreto su familia, tenían asentados factores en aquella capital desde bastantes años antes.
García de Lerma regresó a Castilla con el séquito de don Carlos de quien consiguió dos reales cédulas para que el Consejo Real determinase el fallo del pleito colombino que dejó sin efecto el regente Cisneros. A partir de este momento su carrera política iniciaría un notable ascenso en el que se irán escalonando múltiples tramos que le llevarán por último a la gobernación de Santa Marta.
En septiembre de 1518, Fonseca concedía, en nombre del rey, diez licencias de importación de esclavos negros a García de Lerma , al mismo tiempo que le entregaba cédulas de recomendación para entregar a Diego Velázquez, teniente de gobernador de Cuba “ tener voluntad de ir a residir y poblar en esa isla".
Una real provisión de 1519 designaba a García de Lerma veedor real de los rescates en las Puerto de las Perlas en Venezuela. De este nombramiento solo sería beneficiario de la merced y no llegaría a ejercer su cargo, salvo para cobrarlo . Un año más tarde, en mayo de 1520, coincidiendo con la partida de Flandes del futuro Carlos V, García de Lerma recibe el nombramiento de “contino” de la casa real y una merced de 400 ducados. Y al mismo tiempo Diego Colón le vende el alguacilazgo Mayor de La Española durante seis años.

### 2.º viaje a Sudamérica
Acompañó también Lerma a Diego Colón de vuelta a La Española en su segundo periodo como virrey de las Indias. En este viaje le acompañaron sus parientes Juan de Lerma y Pedro de Lerma. A su regreso, tras el nuevo fracaso del gobierno colombino, volvió a ocuparse de los asuntos del Almirante, como su representante en la corte , pero sin abandonar su propia carrera política. Hizo negocios en la recién conquistada Nueva España y tuvo tratos con Diego Méndez y con los banqueros Welser.
Tras la muerte de Rodrigo de Bastidas víctima de una violenta conspiración, el 20 de diciembre de 1527, el emperador Carlos V nombraba a García de Lerma gobernador y capitán general de las tierras de Santa Marta en la actual Colombia “confiando de vuestra persona, habilidad y fidelidad “. La real cédula se firmó en la misma ciudad de Burgos. Martín Fernández de Enciso, frustrado por el nombramiento de Lerma, criticó que se concediese tal cargo a un converso.

### Gobierno en Santa Marta
García de Lerma llegó a Santa Marta en febrero de 1529 con una expedición numerosa (400 hombres dice Aguado y es lo más probable; Juan  de Castellanos habla de 800) que había incluido carpinteros, albañiles, herreros, médico y cirujano, los últimos de los cuales se quedaron sin embargo en Santo Domingo. 
Con el vinieron sus dos parientes, Juan y Pedro de Lerma. También vino Pedro Briceño Verdugo, natural de Arévalo y que en el año 1533 fue nombrado Tesorero Real de Santa Marta. El único hijo de este último, Sancho Briceño Verdugo, natural de Arévalo, en 1528 llegó con los Belzarez a las costa occidentales de la actual Venezuela, y fundaron la cudad de Coro. Los recién llegados venían llenos de esperanzas, que comenzaron a desvanecerse ante la vista de la miserable población 30 chozas de paja que encontraron y que contrastaba con el boato de los hombres de García de Lerma.
Tuvo grandes problemas durante su gobierno. Los españoles, exasperados ante tantas dificultades, en un ambiente en que al continuo enfrentamiento militar con los indios se añadía a la ausencia de alimentos y a las frecuentes epidemias, agudizadas justamente por las deficiencias en la comida, adoptaron tácticas guerreras como la ya mencionada de quemar plantaciones de maíz y yuca de los grupos indígenas más belicosos llamados "de guerra".
En los años siguientes a la primera expedición de García de Lerma, en la que se usó ya este sistema, fue ésta la práctica más frecuente: como era imposible someter a los indios militarmente, se recurrió al incendio de sus habitaciones, a la quema y tala de sus sembradíos, lo que a veces se hacía descuidadamente hasta a los indios que estaban "de paz". Aunque algunos grupos pudieron ser amedrentados, el efecto más general fue el de acelerar la drástica disminución de la población indígena y el retiro de los sobrevivientes a zonas más alejadas de la acción española, entre los bosques o las estribaciones de la Sierra. García de Lerma no supo llevar a feliz término la pacificación de una tierra , en la que los indígenas y españoles estaban más bien predispuestos a la guerra . Falleció en 1534. Le sobrevivió un hijo de mismo nombre que él.